# جان کویل (ورزشکار)
جان کیتان کویل (انگلیسی: John Keithan Coyle؛ زادهٔ ۱۸ اوت ۱۹۶۸) ورزشکار اسکیت سرعت اهل ایالات متحده آمریکا است. او در بازی‌های المپیک زمستانی ۱۹۹۴ موفق به کسب مدال نقره شد. وی همچنین نویسنده، سخنران، و کارشناس تفکر طراحی است.
وی در مسابقات کشوری و بین‌المللی در مجموع برندهٔ ۱ مدال نقره شده‌است.